# Barneville-la-Bertran
Barneville-la-Bertran település Franciaországban, Calvados megyében. Lakosainak száma 121 fő (2022. január 1.). Barneville-la-Bertran Équemauville, Pennedepie és Saint-Gatien-des-Bois községekkel határos.

## Népesség
A település népességének változása:
| Lakosok száma | 150  | 125  | 124  | 140  | 133  | 130  | 127  | 124  | 123  | 121  |
|               | 1968 | 1982 | 1990 | 2006 | 2013 | 2015 | 2017 | 2019 | 2020 | 2022 |